# ميغيل أنطونيو موريلو
ميغيل أنطونيو موريلو (بالإسبانية: Miguel Murillo) (3 يوليو 1980 في كولومبيا - ) هو لاعب كرة قدم كولومبي في مركز الهجوم. لعب مع أوداكس إيتاليانو والنادي الفيصلي والتانك سيلي وجوفينتود ونادي أولميدو.

## وصلات خارجية
- ميغيل أنطونيو موريلو على موقع قاعدة بيانات كرة القدم.إي يو (الإنجليزية)
- ميغيل أنطونيو موريلو على موقع Soccerway.com (الإنجليزية)
- ميغيل أنطونيو موريلو على موقع AS.com (الإسبانية)